# 福寿園
株式会社福寿園（ふくじゅえん）は、京都府木津川市に本社を置く製茶会社。

## 概要
京都府南部地域において、宇治茶を生産・販売するうちの一社である。初代当主の名にちなんだ「伊右衛門」ブランドは、提携先であるサントリーのペットボトル入り緑茶飲料として販売され、全国的に知られている。
福寿園は緑茶の茶葉やティーバッグ、抹茶、ほうじ茶といった日本茶だけでなく、茶道に使う茶器・茶道具、紅茶や菓子類なども幅広く取り扱う。販売店を日本各地と、海外（ロシア連邦と東南アジア）に出店している。また宇治茶の本場である京都府宇治市に、観光客向けの工房や喫茶館 を設けている。
木津川市の福寿園CHA遊学パークは見学者の受け入れに加えて、温室での茶栽培など研究開発も担っている。

## 沿革[7]
- 1790年（寛政2年） 創業。
- 1949年（昭和24年） 個人経営から法人化し、会社を設立。
- 1952年（昭和27年） 京都駅に初めて直売店をオープン。
- 1960年（昭和35年）本社新社屋・煎茶·抹茶工事竣工。
- 1964年（昭和39年）福井正巳社長の死去により福井正典が社長に就任。
- 1980年（昭和55年）宇治の露製茶株式会を設立。
- 1990年（平成2年）
  - 福井正典が会長に、福井正憲が社長に就任。
  - 関西文化学術研究都市に福寿園CHA研究センターを開設。
- 2001年（平成13年）シンガポール共和国に世界の福寿園 海外第一号店舗の福寿園シンガポール店をオープン。
- 2004年（平成16年）コラボレーションブランド「伊右衛門」を発売。
- 2007年（平成19年） 京都府宇治市に福寿園宇治工房を開設。
- 2008年（平成20年） 京都市に京都本店をオープン。
- 2013年（平成25年）名誉会長に福井正典、会長に福井正憲、社長に福井正興が就任
- 2014年（平成26年）宇治市に、福寿園宇治喫茶館を開設。木津川市に、福寿園CHA遊学パークを開設。
- 2015年（平成27年）福寿園山城工場と福寿園山城東工場が食品安全の国際規格FSSC22000の認証を取得。
- 2017年（平成29年）木津川市に、福寿園茶問屋ストリートを開設。

## テレビ番組
- 日経スペシャル カンブリア宮殿 「伊右衛門」の"1兆円ヒット"を生んだ 京都の老舗茶舗の革新力（2016年9月15日、テレビ東京）[8]